# Grøfthøjhuset
Grøfthøjhuset, officielt benævnt Grøfthøjparken 159-163, er den højeste bygning og det eneste højhus i boligområdet Grøfthøjparken i Aarhus-bydelen Viby. Huset er tegnet af Friis & Moltke og er opført i 1970 i hvid og grå beton af et privat konsortium. Med en højde på 51 meter er Grøfthøjhuset det syvende højeste hus i Aarhus (2014), og det er blandt de 40 højeste huse i Danmark. Huset har 17 etager over jorden og to kældre under jorden. I Grøfthøjhuset findes udelukkende et- og toværelseslejligheder (42 og 59 kvadratmeter) som alle i dag er solgt ud til private. Selvom Grøfthøjhuset ikke i udgangspunktet er tænkt som et kollektivhus, rummer det en café, som er ramme om regelmæssige sociale arrangementer for husets beboere.